# Ka-50 (航空機)
Ka-50/Ка-50
飛行するKa-50
- 用途：攻撃ヘリコプター
- 設計者： カモフ社
- 製造者： N・I・サズィーキン記念アルセーニエフ航空会社 プログレース
- 運用者： ロシア航空宇宙軍
- 初飛行：1982年6月17日
- 生産数：32機[1]
- 運用開始：1995年8月28日
- 運用状況：現役
- 派生型：Ka-52

Ka-50（カモフ50チョルナヤ・アクラ; ロシア語: Ка 50 «Чёрная акула» カー・ピヂスャート・チョールナヤ・アクーラ）は、ロシアのカモフ社で開発された単座型攻撃ヘリコプターである。愛称は「チョールナヤ・アクーラ」（ロシア語で「黒い鮫」という意）。Black Shark という英訳名で紹介されることもある。
派生型Ka-50N（Ка 50Шカー・ピヂスャート・シャー）は、非公式に「ノチュノーイ・オホートニク」（«Ночной охотник»ナチュノーイ・アホートニク）と呼ばれるが、これは「夜の狩人」という意味で、Night hunterという英訳名でも紹介される。
北大西洋条約機構（NATO）が用いたNATOコードネームは、「ホーカムA」（Hokum：インチキ、デタラメの意）である。

## 開発・運用
Ka-50は、ロシア空軍の主力攻撃ヘリコプターであるMi-24シリーズの後継機として開発された。開発名称はV-80（В 80ヴェー・ヴォースィミヂスャト）で「V」（В）は、ロシア語でヘリコプターを意味する「ヴェルトリョート」（вертолётヴィルタリョート）の頭文字である。1977年に設計が完了して、試作初号機は1982年7月27日に初飛行している。対抗馬であるMi-28が前任機Mi-24譲りの大型の機体であるのに対し、Ka-50は、カモフが得意とする二重反転式ローターを採用した小柄な機体として設計され、乗員も1名のみとされた。1984年夏に西側でもその存在が確認されている。1989年にV-80Sh-1（В 80Ш 1ヴェー・ヴォースィミヂスャト・アヂーン）は、Ka-50という新しい名称を獲得している。
Ka-50は、複合材の3枚ブレードを鋼製プレートを介してローターヘッドにヒンジレスで取付けられたメインローターを上下に配置した、カモフ独特の二重反転式メインローターを採用した単座機で、機体後部には垂直安定板と方向舵、翼端に安定板を備えた水平安定板を装備しており、前任機を上回る高度な運動性を有し、二重反転式メインローターによってもたらされる安定した飛行特性は他の攻撃ヘリコプターにはみられないものである。Ka-50は、対空・対地両方への攻撃能力を有する機体として開発されたため、機体の中央胴体両側面に兵装パイロンが付いた小翼を装備しており、そこにセミ・アクティブ・レーザー誘導の9A4172ヴィクールM対戦車ミサイルを最大で12発搭載可能のほか、23mm機関砲ポッド、R-60・R-73空対空ミサイル、Kh-25h空対地ミサイル、S-80 80mmロケット弾ポッドを搭載できる。また、機体の胴体右側面には油圧駆動式の30mmの2A42機関砲1門を装備しており、下方に30°側方に5-6°の範囲で動かすことか可能である。エンジンはクリモフTV3-117VKターボシャフトエンジン2基を機体の中央胴体両側面にポッド式に搭載しており、空気取り入れ口にダスト・フィルター、上向きの排気口に赤外線抑制装置が装備されている。降着装置（ランディング・ギヤ）は前脚式の3脚であり、離陸後は胴体内に引き込まれる。胴体中央上部にAI-9V 補助動力装置（APU）を搭載しており、エンジン始動と油圧・電力供給に使用されるが、緊急時での凍結防止や自動消火装置の作動、2基あるエンジンの内の1基のエンジンにダメージ発生した時の油圧低下の際には、APUが補助的に作動するようになっている。
機体とメインローターは、アフガニスタン紛争での教訓を元に非常に堅牢な作りで生存性を高めており、機体はスチール装甲と複合材が機体各部に使用されているため、全備重量は9.8tに達しており、NATOでの標準的重機関銃の12.7mm徹甲弾の直撃に耐えることが可能である。操縦席周辺は念入りな防弾装備が施されており、複合材とセラミック防弾板による重量が300kg以上の二重の防弾鋼板で囲まれ、100mからの距離で23mm弾に耐えることが可能であり、風防とキャノピーは厚さ55mmの平面防弾ガラスで12.7mm徹甲弾に耐えられる。メインローターのローターブレードは23mm対空砲弾（HEI）の破裂片に耐えられることが可能であり、小口径弾による30発の孔が開いた状態でも80時間飛行可能である。ローターマストにあるスワッシュプレートは大口径機関砲弾2発を撃たれても飛行できるほか、ローター・ギアボックスのオイルがすべて無くなっても30分間は飛行できる。
燃料タンクは内部に多孔質材が充填され、外部はセルフシーリング機能を持つカバーで覆われた防弾装備が施されている。機体の側面に多数のメンテナンスハッチを設けており、過酷な戦場でのメンテナンスを容易にできるほか、機体の高さが低いため、全てのメンテナンスは成人男性が立って手の届く範囲で可能としている。機内の全てのシステムは12日間メンテナンス無しでも稼働できる設計としており、基地から遠く離れた場所でも任務を遂行することができる。
通常の攻撃ヘリコプター以上に空対空ミサイルなどの運用能力に優れている。なお、対空戦闘は後期型Mi-24にも付与されていた任務で、ソ連・ロシアが西側諸国以上に攻撃ヘリコプターを多目的に使用してきたことはよく知られたことである。それに関連して、Ka-50でもMi-24同様あらゆる地上目標への攻撃能力が付与されており、乗員の操作の負担を大幅に減らすため、操縦席にはHUDと同機とSu-25T向けに開発された昼間テレビ自動追跡装置シュクヴァール（Шквал：「突風」の意味）と自動追跡航法装置ルビコーン（Рубикон）を装備しており、目標の捜索・追尾と目標への照準（ロックオン）・攻撃を自動で行うことができるようになっている。防御用装置は、中央胴体両側面の小翼の翼端にあるスタブウイングに電子戦装置とチャフ・フレアディスペンサー（チャフ・フレアカートリッジ128発×4）が装備されており、胴体後部両側面にフレア放出装置、機首先端・テイルブーム先端・スタブウイング後端にはL-150パステルレーダー警戒装置がそれぞれ装備されており、後者は装備されたL-140オトクリクレーザー警戒装置やL-136マーク赤外線警戒装置とも連動して自動的にチャフ・フレアディスペンサーからチャフ・フレアカートリッジを一定間隔で放出する。また、夜間作戦能力付与型のKa-50Nは前方監視赤外線装置（FLIR）と低光量テレビカメラを装備しており、MiG-29で導入されたヘルメット装着式照準装置（HMD）を装備している。
なお、Ka-50が正式に発表される以前、西側はハヴォック（Mi-28）がハインド（Mi-24）の後継となる攻撃ヘリコプターであり、ホーカム（Ka-50）は対ヘリコプター戦闘を主体とする世界初の空対空戦闘ヘリコプターと想像していた。これはMi-28は西側の攻撃ヘリコプターと比較しても常識的な形態を採用しているのに対し、Ka-50は単座であるなど大きく異なっており、しかも、（カモフでは普通のことだが）二重反転メインローターを採用しているという特徴によるものであるが、実際には、Ka-50はMi-28と旧ソ連陸軍の新攻撃ヘリコプターの座を競い合っており、1987年12月にはKa-50の採用が決定して量産発注も行われたが、その後のミルの巻き返しで決定は白紙となり、有効性を実証するためチェチェン紛争などに投入された。2004年末にロシア空軍はMi-28の採用を決定してKa-50の生産は行わないこととなった。

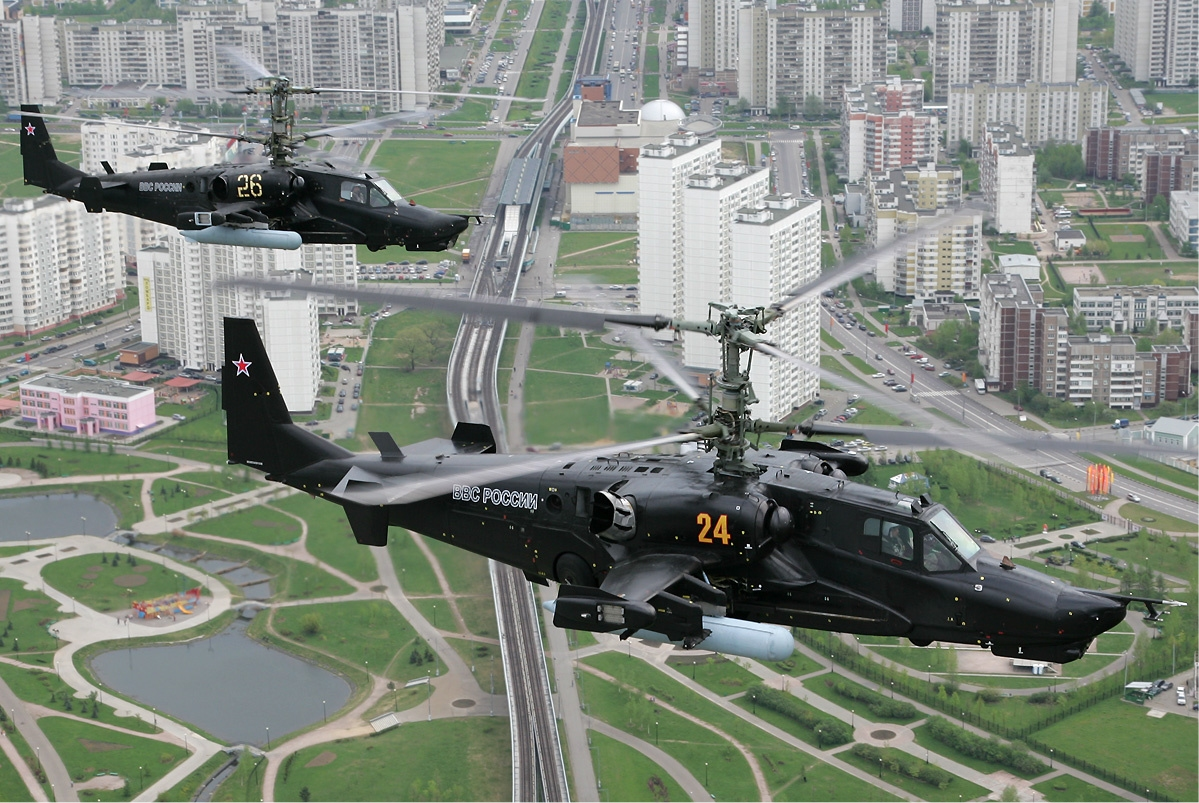
モスクワを飛行する漆黒に塗装されたKa-50

また、Ka-50は、ヘリコプターとして世界で初めて射出座席（NPP ズヴェズダ製のK-37-800）を搭載している。ただ、そのままではメインローターが障害となるため、上部キャノピーとメインローターを火薬で吹き飛ばしてから射出する仕組みになっている。乗員が1名のみとするのも攻撃ヘリコプターとしては世界初の試みで、カモフではこれをセールスポイントとしていた。結果としてこれは複座機に慣れ親しんできた運用側に不安感を与えてしまい、Ka-50が商業的に失敗する要因となってしまった。そのため、トルコ空軍に売り込みをかけていたKa-50-2は、Ka-50を複座型に改造した発展型となっている。
その後、カモフはKa-50を並列複座にしたKa-52を開発するとともに単座型Ka-50の改良型として夜間作戦能力付与型のKa-50N（50Shとも呼ばれる）を開発した。試作機は1997年3月4日に初飛行しており、1997年8月には、FLIRの取付け位置を機首下に変更され、1998年には計器盤の多目的表示装置の変更とヘルメット装着式照準装置の導入が行われている。同時期にはMi-28の夜間攻撃機型Mi-28Nも開発されており、Ka-50シリーズでもKa-52にも同様に夜間攻撃能力が付与されており、シュクヴァール-V（Шквал В）の上部に装備されたサムシート-50T（Самшит Т：самшитは「柘」の意味）システムは温度によって敵の画像を捉えるもので、索敵、追跡、レーザー誘導ミサイルによる攻撃に際し、大きな力を発揮するものと期待された。カモフではKa-52とともにこのKa-50Nをロシア空軍へ売り込んでおり、一度は決定されたとされたMi-28Nの採用が取り消しとなったことから再攻勢をかけたが、結局はMi-28Nが50機の発注を受けている。なお、Mi-28Nの愛称もKa-50N同様「ノチュノーイ・オホートニク」である。しかしKa-52がMi-28を補佐する攻撃ヘリコプターとして装備されるようになると、Ka-50も少数機の導入が先行して行われている。
Ka-50はイメージ戦略として全身漆黒のカラーリングで公開され、その後もいくどかの変更を経ながら「映画スクリーン上の兵器」のような塗装は維持されてきた。それが大きく変更されたのはチェチェン戦争への実戦試験による実戦投入で、Ka-50は実戦仕様の迷彩を施され、8機が前線へ投入された。

## 派生型

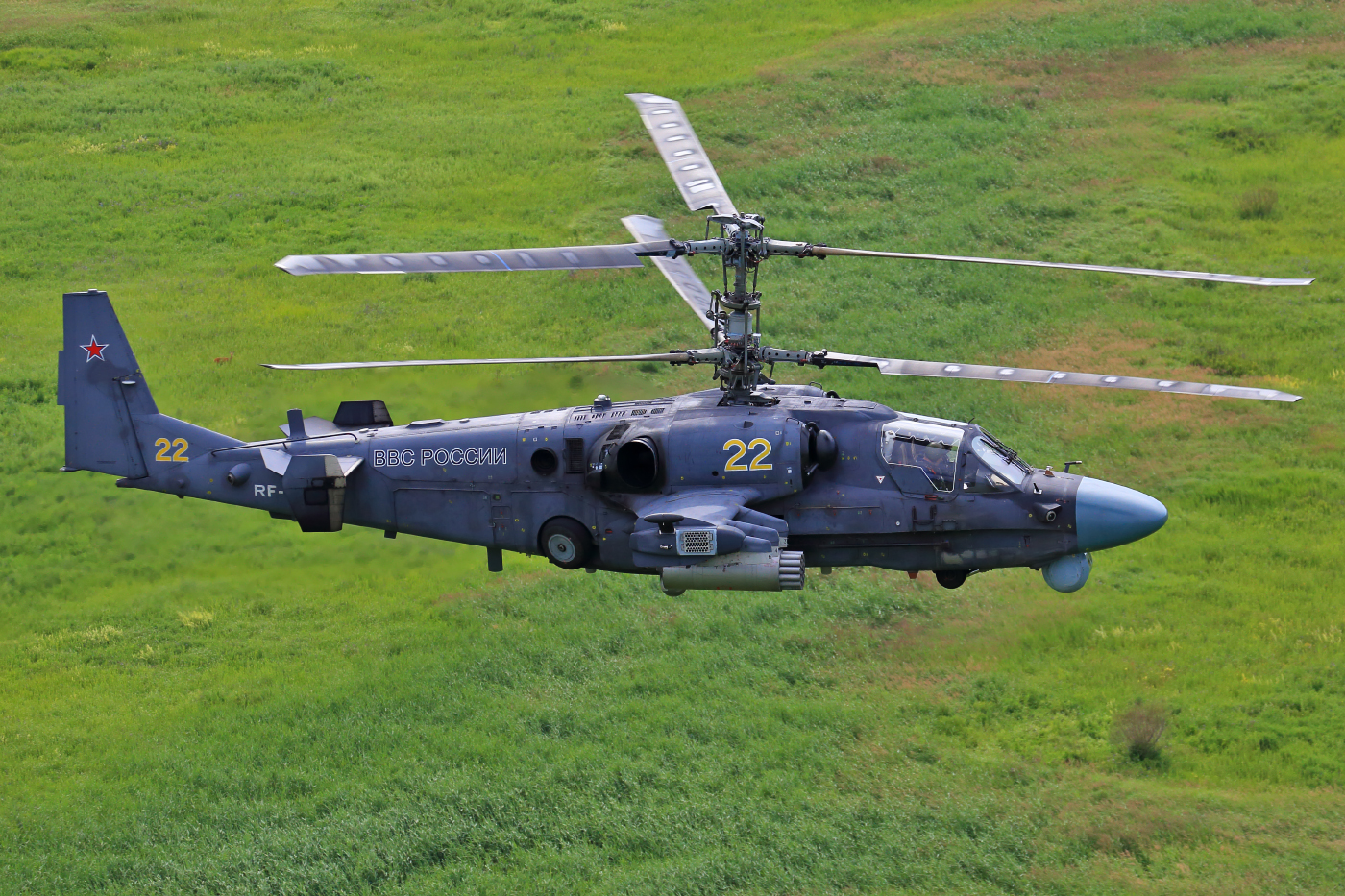
Ka-52

Ka-50 チョールナヤ・アクーラ
基本型。
Ka-50N（50Shとも呼ばれる） - Ка 50Н
機首下に球形のFLIRターレットを増設して夜間戦闘能力を持たせたもの。
Ka-50-2 エルドガン - Ка 50 2 Эрдоган
NATO向けに開発された複座型。カモフは、この機体がトルコ陸軍へ採用されたと発表したが、トルコ側は否定している。
Ka-52 アリガートル - Ка 52 Алигатор
複座偵察攻撃ヘリコプター型。
Ka-54
2001年に明らかにされたもうひとつの複座派生型で、Ka-50-2 エルドガン同様のタンデム複座式の操縦室を備え、コクピットの装甲を強化、最新のロシア製装備に対応するとした型。

## 性能・主要諸元

### Ka-50
- 全長：13.50 m
- 主回転翼直径：14.50 m
- 全高：4.90 m
- 空虚重量：7,692 kg
- 通常離陸重量：9,800 kg
- 最大離陸重量：10,800 kg
- 発動機：クリーモフ製TV3-117VMA ターボシャフト（出力：1,660 kW）2基
- 超過禁止速度：300 km/h=M0.24
- 巡航速度：270 km/h=M0.22
- 実用航続距離：1,160 km
- 戦闘行動半径：460 km
- 上昇率：600 m/min
- 実用上昇限度：5,500 m
- 戦闘上昇限度：4,000 m
- 乗員：1名
- 武装：
  - 30mm機関砲2A42 (en) 1基（弾数500発）
  - 4箇所のハードポイントに2,000 kgまでの武装が搭載可能
    - ヴィーフリ対戦車ミサイル3連装発射機4基
    - イグラ-1V空対空ミサイル4基
    - S-8ロケット弾用 B-8V20A 20連装ポッド2基
    - 23mm機関砲ポッド

### Ka-50Sh
- 初飛行：1997年
- 主回転翼直径：14.50 m
- 全長：13.50 m
- 全高：4.90 m
- 空虚重量：7,69 kg
- 通常離陸重量：9,800 kg
- 最大離陸重量：10,800 kg
- 発動機：クリーモフ製TV3-117VMA ターボシャフト（出力：1,660 kW）2基
- 超過禁止速度：300 km/h=M0.24
- 巡航速度：270 km/h=M0.22
- 実用航続距離：1,160 km
- 戦闘行動半径：460 km
- 上昇率：600 m/min
- 実用上限限度：5,500 m
- 戦闘上昇限度：4,000 m
- 乗員：1名
- 武装
  - 30mm機関砲2A42 1基（弾数500発）
  - 4箇所のハードポイントに2,000 kgまでの武装を搭載可能
    - ヴィーフリ対戦車ミサイル3連装発射機4基
    - イグラ-1V空対空ミサイル4基
    - S-8ロケット弾用 B-8V20A 20連装ポッド2基
    - 23mm機関砲ポッド

## 運用国
ロシア連邦
ロシア空軍 - 15機のKa-50と10機のKa-52を使用。

## 登場作品

### 映画
『Chyornaya akula』
1993年。Ka-50のPR目的もあって製作されたロシアのアクション映画。Ka-50とスペッツナズが麻薬王の私設軍隊と戦う。タイトルは「黒いサメ」という意味で、「Black Shark」の愛称の語源と考えられていることも多いが、劇中では他の愛称も紹介されている。

### ゲーム
『Air MIssions: HIND』
Steamにて配信されているフライトシミュレーター。ヘリコプターものとしては動作も軽く操作も簡略化されている。
本編ではMi-24 ハインドだけだが、DLCを導入することでKa-50だけでなくライバル機のMi-28 ハボック、Mi-24のベース機であるMi-8 ヒップも操作可能。どれもミサイルやロケット弾、爆弾、ガンポッドを搭載可能。
『Digital Combat Simulator』
各種現代ジェット戦闘機・攻撃機が登場する最新のコンバットフライトシミュレーション。
有料機体アドオン・モジュール「DCS: KA-50 Black Shark II」の導入により、本機をプレイヤーが操縦することができる。その飛行性能・飛行特性やコックピットの表示と操作、多彩な対地対空兵装を用いての攻撃など、忠実な再現が行われている。
このアドオンを導入していない状態では、Ka-50がプレイヤーは操縦できないAI専用機体として登場し、プレイヤーの友軍機あるいは敵軍機として戦闘に参加可能。
『DCS: BlackShark』
『Digital Combat Simulator』が、無料配布される『DCS World』に有料アドオン・モジュールを追加していく現在のフリーミアム形態となる以前に、単体で販売されていたコンバットフライトシミュレーション。Ka-50の再現度合いについては「DCS: KA-50 Black Shark II」とほぼ同じ。
『Lock On: Modern Air Combat』
『Digital Combat Simulator』の前身にあたるコンバットフライトシミュレーション。プレイヤーは操縦できないAI専用機体としてKa-50と複座型のKa-52が登場し、プレイヤーの友軍機あるいは敵軍機として戦闘に参加可能。

『Operation Flashpoint: Cold War Crisis』
ソ連軍陣営で使用可能な攻撃ヘリコプターとして「V-80」の名称で登場する。
『エースコンバットシリーズ』
『エースコンバット04 シャッタードスカイ』
エルジア共和国軍機として登場。
『エースコンバット アサルト・ホライゾン』
DLCを導入することで使用可能になる。
『大戦略シリーズ』
ロシア系の兵器として登場。空対空戦闘能力が高く設定される傾向にあり、当作のヘリコプターとしては珍しく固定翼機への攻撃力を持つ（例えば、同様に登場するMi-28は固定翼機への攻撃力を持たない代わりに地上攻撃力はKa-50よりも高くなっている）。
『マーセナリーズ』
ロシアン・マフィアが使用する攻撃ヘリコプターとして登場する。